# Groptjärnen, Värmland
Groptjärnen är en sjö i Torsby kommun i Värmland och ingår i Göta älvs huvudavrinningsområde. Vid provfiske har abborre och gädda fångats i sjön.